# Ramnogaster arcuata
La lacha o sardina (Ramnogaster arcuata) es una especie de pez eurihalina anfibiótica del género de peces clupeiformes Ramnogaster, de la familia Clupeidae. Habita en ambientes acuáticos de clima templado en el centro-este de Sudamérica.

## Taxonomía
Esta especie fue descrita originalmente en el año 1842 por el naturalista inglés Leonard Jenyns, bajo el nombre científico de Clupea arcuata.
Localidad y ejemplares tipo
La localidad tipo es: «Bahía Blanca provincia de Buenos Aires, Argentina».
Etimología
Etimológicamente el nombre genérico Ramnogaster deriva de las palabras en griego en donde rhamnos significa ‘baya negra’ y gaster se traduce como  ‘estómago’.

## Distribución
Se distribuye en el centro-este de América del Sur, en el sur del Brasil, en el sur y sudeste del Uruguay, y en el centro-este de la Argentina, en aguas estuariales y marinas del océano Atlántico Sudoccidental, penetrando limitadamente en ríos y lagunas conectadas al mar y en el Río de la Plata y su cuenca homónima, en las desembocaduras de las subcuencas de los ríos Paraná inferior y Uruguay inferior.
Por la costa del mar Argentino alcanza hacia el sur la bahía Blanca. Los registros aún más australes son confusiones con otras especies. 
Es un pez pelagial nerítico, que habita algunos cuerpos de agua dulce, si bien es una especie típicamente marina y estuarial (con agua salobre), en profundidades menores a los 50 metros.

## Características
Recuerda una mojarrita (orden Characiformes) pero a diferencia de ellas no posee aleta adiposa. La mayor longitud que alcanza ronda los 9 cm de largo total, si bien por lo común miden entre 7 y 8 cm.